# Baba Jaga
Baba Jaga, Baba Roga, Ježi-babo ili Baba Zima u slavenskoj mitologiji vještica je, čarobnica ili šumski duh.

## Etimologija
Prvi dio Babina imena dolazi od riječi "baba" (izvorno dječje riječi) koja označava stariju ili udanu ženu nižeg društvenog statusa ili baku u većini slavenskih jezika. Drugi dio njezina imena umanjenica je slavenskog imena Jadwiga (inačice: Jaga, Jagusia, Jadzia itd.). Max Vasmer u svom Etimološkom rječniku ruskog jezika izvodi njezino ime od praslavenskog ęgа.[nedostaje izvor]

## Karakteristike
U ruskim je pričama Baba Jaga prikazana kao vještica koja leti zrakom u čarobnom kotlu, a svoje tragove briše metlom načinjenom od srebrne breze. Najčešće je zamišljana kao ružna starica ogromnih grudi, slijepa ili slabog vida. Bila je znana i kao starica s koštanom nogom.[nedostaje izvor]
Baba Jaga katkad je neprijatelj, a katkad pomoćnik. Postoje priče u kojima pomaže junacima u njihovim pothvatima, a postoje i priče u kojima otima djecu i prijeti da će ih pojesti. Smatra se opasnim tražiti njezinu pomoć; potrebna je odgovarajuća priprema te čistoća duha i ljubaznost.[nedostaje izvor]
U nekim bajkama, poput Pero Finista sokola, junak susreće ne jednu nego tri Babe Jage. One su najčešće dobronamjerne te savjetuju junaka ili mu daruju čarobne predmete i darove.[nedostaje izvor]

## Mitologija

### Koliba na kokošjim nogama
Baba Jaga živi u kolibi koja se kreće na kokošjim nogama. Ograda od ljudskih kosti i lubanja okružuje kolibu, a često nedostaje jedna na ogradi, a njezino bi mjesto trebala zauzeti junakova lubanja. Umjesto brave postavila je vilice oštrih zuba, kao ključ joj služi ljudska ruka. U nekim se pričama govori da se neće pokazati kućna vrata sve dok se ne izgovori čarobna fraza da se kuća okrene.[nedostaje izvor]
U nekim se pričama njezina kuća povezuje s trima jahačima: prvi je Dan, u bijelom te jaše bijelog upregnutog konja; drugi je Sunce, crveni jahač; treći je Noć, crni jahač. Brojne je nevidljive sluge služe izvan kuće. Objasnit će o jahačima ako je se upita, ali bi mogla ubiti posjetitelja koji bi ispitivao o slugama.[nedostaje izvor]
Prema nekim teorijama koliba na kokošjim nogama zapravo je interpretacija uobičajene konstrukcije nomadskih naroda u Sibiru o Uralu te Tunguziji, namijenjene čuvanju zaliha od životinja tijekom odsutnosti. Koliba bez vrata ili prozora postavila bi se na visoke potpornje od drveća te su sličili na kokošje noge.[nedostaje izvor] 
Sličnu ali manju konstrukciju rabili su sibirski pogani za figure svojih bogova koje su jedva stale u kuću, baš kao što se i u bajkama opisuje da se Baba Jaga proteže kroz cijelu unutrašnjost kolibe.[nedostaje izvor]
Prema nekim izvorima stari su Slaveni imali pogrebnu tradiciju kremiranja u sličnim kolibama.
Vladimir Propp smatra da je koliba ostatak zoomorfne tvorevine za inicijaciju gdje bi neofite simbolički pojelo čudovište, a potom bi ponovo oživjeli kao odrasli.
U poljskom folkloru koliba ima samo jednu kokošju nogu.[nedostaje izvor]

### Vasilisa
Vasilisa Lijepa poslana je u posjet Babi Jagi koja ju je zarobila. No, Babine su sluge – mačka, pas, vrata i stablo – pomogle Vasilisi da pobjegne jer je bila dobra prema njima. Na kraju priče, Baba Jaga pretvorena je u vranu. U sličnoj su bajci Smrt besmrtnog Koščeja kraljeviću Ivanu protiv Babe Jage pomogle životinje koje je poštedio.[nedostaje izvor]
U drugoj inačici priče, Vasilisi su dana tri nemoguća zadatka koja rješava s pomoću čarobne lutke koju joj je bila dala njezina majka.

### Baba Jaga u suvremenoj književnosti
Lik Babe Jage često koriste autori modernih ruskih bajki i od kraja 20. stoljeća u djelima ruske fantastike. Između ostalih Andrej Beljanin u serijalu knjiga "Tajne službe Cara Goroha". Djetinstvo i mladost Babe Jage su prvi put opisane u romanu A. Aliverdijeva "Lukomorie".[nedostaje izvor]